# Samostan Svetoga Petra na Supetru
Samostan Svetoga Petra bio je benediktinski samostan na otoku Supetru.

## Povijest
Za ovaj se samostan pretpostavlja da ga je 1058. godine sagradio trebinjski vladar, kralj Radoslav sa svojom ženom Julijom i sinom Branislavom te darovao lokrumskim monasima. Naime, bilo je spomenuto kako se darovani samostan podignut u mjestu Beleni, a tada se primorje Trebinjske biskupije nazivalo Belenum. Samostan sv. Petra nije bio sui iuris, odnosno pravno samostalan, nego je bio ovisan o mrkanskom samostanu sv. Marije, moguće kao njegov priorat.
Trebinjski biskup je, kao biskup Mrkana, dobio je u posjed i benediktinsku nastambu na Supetru koji se u oporuci iz 1234. spominje s dodatkom „in Medio Mari”, "de Medio Mari", "de Dimidio Mari" ili "Sanctus Petrus in Pelago". U jednoj oprouci iz 1284. nastamba se zove samostanom.

## Poveznice
- Supetar
- Samostan Svete Marije na Mrkanu
- Samostan Svetoga Petra u Polju

### Knjige
- Milanović, Jozo. 2023. Benediktinci na području Trebinjsko-mrkanske biskupije.   Puljić, Ivica; Marić, Marinko (ur.). Trebinjsko-mrkanska biskupija: Zbornik radova povodom obilježavanja 1000. obljetnice prvoga pisanog spomena Trebinjske biskupije i 700. obljetnice prvoga pisanog spomena Mrkanske biskupije. Trebinjsko-mrkanska biskupija. Mostar. str. 427–437
- Puljić, Ivica. 2023. Pregled povijesti područjâ Trebinjsko-mrkanske biskupije do pada pod osmansku vlast.   Puljić, Ivica; Marić, Marinko (ur.). Trebinjsko-mrkanska biskupija: Zbornik radova povodom obilježavanja 1000. obljetnice prvoga pisanog spomena Trebinjske biskupije i 700. obljetnice prvoga pisanog spomena Mrkanske biskupije. Trebinjsko-mrkanska biskupija. Mostar. str. 39–171